# Christel Schaldemose
Christel Schaldemose (nascida em 4 de julho de 1967) é uma política dinamarquesa que é membro do Parlamento Europeu desde 2006. Ela é membro dos Sociais-Democratas, parte do Partido dos Socialistas Europeus.
No parlamento, Schaldemose é membro da Comissão do Mercado Interno e da Proteção do Consumidor (IMCO) e da Comissão da Cultura e da Educação (CULT).

## Membro do Parlamento Europeu
Schaldemose é membro do Parlamento Europeu desde 2006. Desde então, ela tem servido na Comissão do Mercado Interno e da Proteção do Consumidor, onde é a coordenadora do grupo S&D. Nessa função, actua nas áreas de política de consumo, cultura e educação. De 2016 a 2017, também fez parte da Comissão de Inquérito sobre Medidas de Emissões no Sector Automóvel. Desde 2021, ela é relatora do parlamento sobre a Lei de Serviços Digitais (DSA).
Além das suas atribuições nas comissões, Schadelmose é membro da delegação do Parlamento para as relações com o Japão desde 2009. Ela também é membro do MEP Heart Group (patrocinado pela European Heart Network (EHN) e pela European Society of Cardiology (ESC)), um grupo de parlamentares que tem interesse em promover medidas que ajudem a reduzir as doenças cardiovasculares (DCV), do Intergrupo do Parlamento Europeu sobre Direitos LGBT, e do Intergrupo do Parlamento Europeu para o Bem-Estar e a Conservação dos Animais.
Em 4 de maio de 2008, Schaldemose lançou a iniciativa de cidadania "Mulheres na Frente" com deputados europeus de outros países da UE. A campanha exigia que pelo menos uma mulher fosse nomeada para um dos quatro cargos de topo na UE a serem preenchidos em 2009. Ela também liderou uma iniciativa exigindo que todos os produtos de consumo indiquem o seu país de origem (produtos feitos na UE podem indicar “Fabricado na UE”).